# ボルヒェン
ボルヒェン (ドイツ語: Borchen ドイツ語発音: [ˈbɔɐçən] ( 音声ファイル)) は、ドイツ連邦共和国ノルトライン＝ヴェストファーレン州デトモルト行政管区のパーダーボルン郡に属す町村（以下、本項では便宜上「町」と記述する）である。

## 地理

### 位置
ボルヒェンは、パーダーボルン高地に位置し、南東端はヴェストフェリッシェ盆地に至る。この盆地はヘルヴェーク地域の東部に当たる。中核地区の北西端でアルテナウ川がアルメ川に合流する。これはアウトバーン A33号線がボルヒェンから離れる地点である。
この町の最低地点は 125 m、最高地点は 334 m である。

### 地質学
町域の地盤は主に白亜紀後期の泥灰岩、石灰岩、粗い砂まじりの泥灰岩からなる。この地盤は、ほとんど妨げられることなく西のミュンスターレンダー盆地内部へ下って行く。これらはデボン紀や石炭紀の褶曲した岩石の地層の上に載っている。ボルヒェン地区の北西部の一部では、白亜紀の地層の上に氷期に形成されたモレーンなどの堆積岩、あるいは雪解け水や洪水で運ばれた礫などの薄い層が見られる。

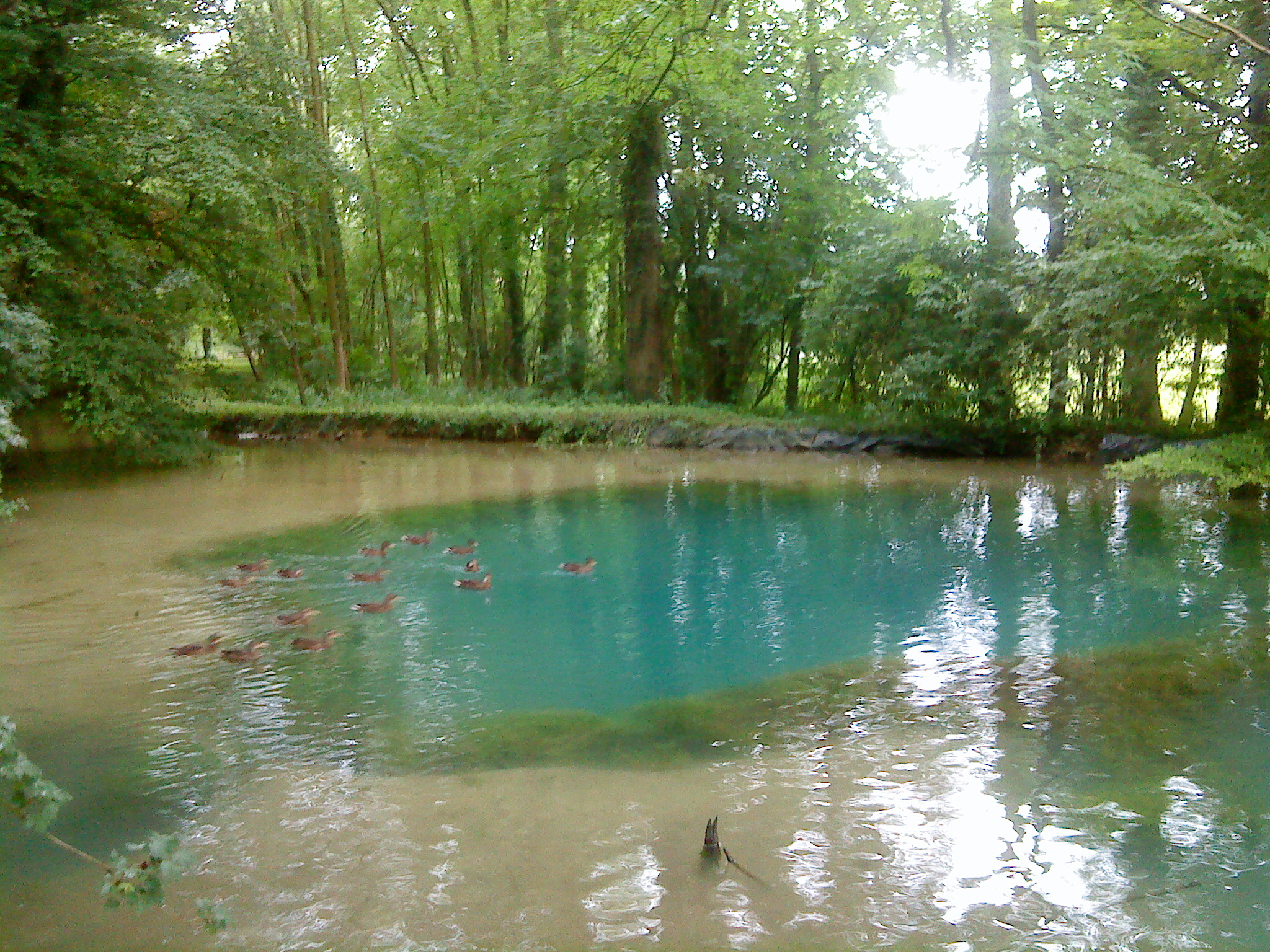
シュトルヒェンコルクの湧水池

地盤はカルスト化しており、このためにパーダーボルナー高地には数多くのシンクホールや、川が刻んだポノールが見られる。これらはカルスト帯水層となっているが、土壌の濾過機能が低いため汚染されやすい。町域西部の降水や川水から浸透した地下水はカルストの細い流れを、地層の勾配に沿って北西に向かって流れ、ボルヒェナーのカルスト水源として再び地上に現れる。シュトルヒェンコルクがその典型的な例である。ハムボルン城からリヒテナウ＝エビングハウゼンへのラインの東側で地中に浸透した水は、パダークヴェレンで再び地上に現れる。既述の通り、この町は水の清浄度が低いため、1977年からパーダーボルン施設局によって飲料水が供給されている。1977年から1990年まではパーダーボルン＝マリエンローから採水されていたが、それ以後はアーバッハ堰堤から採水されている。
白亜紀の泥灰岩・石灰岩は現在採掘されていないが、セメント業界では有望な埋蔵地であると見なされている。第四紀の粘土やシルトはレンガの原料として用いられている。
この町の地盤は白亜紀後期の岩石で構成されている。風化によって、褐色土化し、石や粘土の混じった最大でも 50 cm 程度の厚さのローム層が形成されている。この褐色土は、塩基が豊富で、高地をほぼ完全に覆っている。氷期の黄土は、かつては広範囲に分布していたが、中世の開墾によって浸食され、崩積土となっている。ボルヒェンの北西ではモレーンの上に黄土が厚い層をなし、風化され褐色土となっている。この地域では水透過性の低い土壌に降った水によって一部がスタグノゾルを形成している。アルテナウ川やアルメ川の谷では、栄養分に乏しい湿草地が支配的である。

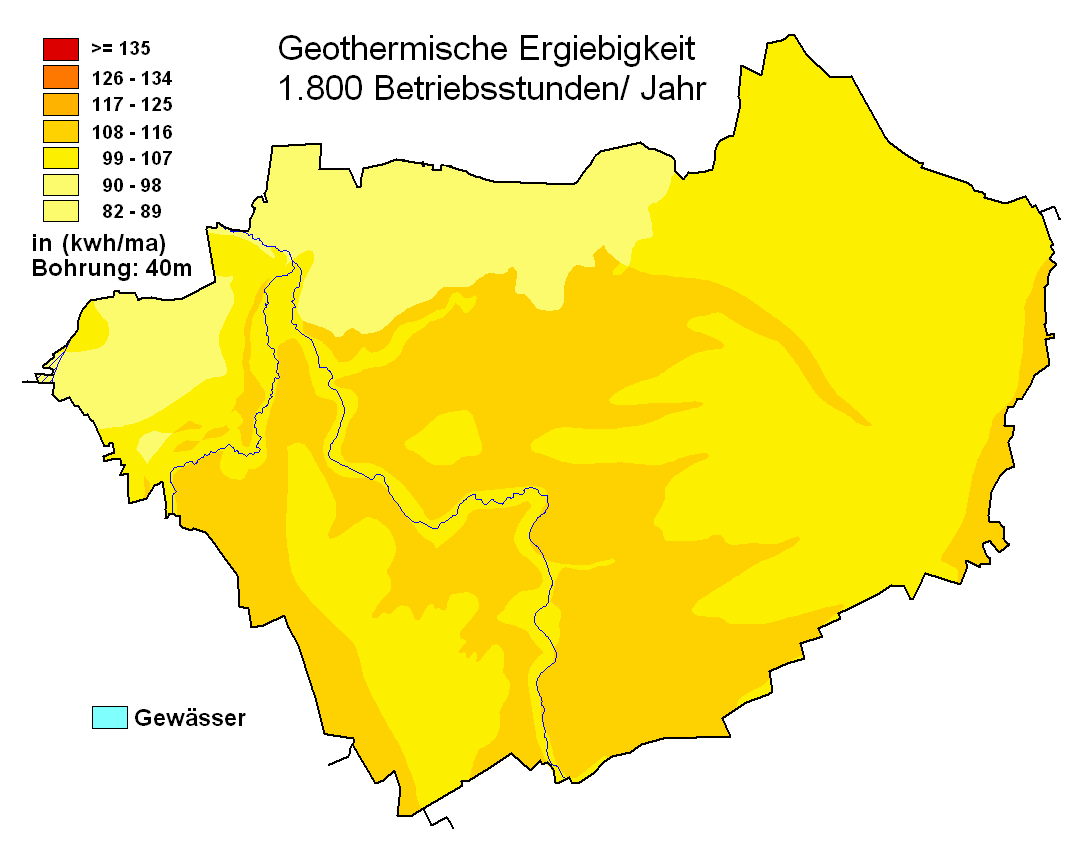
ボルヒェンの地熱分布図

ボルヒェンは、地熱ゾンデによる地熱源やヒートポンプによる地熱採取については、「良好」から「極めて良好」な状態にある（右図参照） 。

### 町域の広がりと土地利用
「大きな田舎町」に分類されるこの町は、海抜 125 m（アルメ川の谷）から海抜 334 m（デーレンハーゲンの東）の間に位置し、面積は 77.28 km2 である。町域の大部分は森林および農業用地であり、併せて約 87.1 % を占める。住宅地および交通用地は約 11.6 % である。東西軸の最大長は約 13 km、南北軸のそれは約 10 km である。
| 用途別面積 | 農業用地 | 森林   | 住宅地、空き地 産業用地 | 交通用地 | 水域  | スポーツ用地 緑地 | その他の用途 |
| ---------- | -------- | ------ | ----------------------- | -------- | ----- | ----------------- | ------------ |
| 面積 (km2) | 51.51    | 15.74  | 4.58                    | 4.38     | 0.32  | 0.75              | 0.01         |
| 占有率     | 66.7 %   | 20.4 % | 5.9 %                   | 5.7 %    | 0.4 % | 1.0 %             | 0.0 %        |

### 隣接する市町村
ボルヒェンは、北から時計回りに郡庁所在地パーダーボルン、リヒテナウ、バート・ヴュネンベルク、ザルツコッテン（以上、いずれもパーダーボルン郡）と境を接している。

### 市の構成
基本条例 §4 によれば、ボルヒェンは 5つの管区（地区）からなる 。
| 地区別人口 2007年12月31日現在                                 | 地区別人口 2007年12月31日現在             | 地区別人口 2007年12月31日現在 | 地区別人口 2007年12月31日現在 |
| 地区名                                                        | 地区名                                    | 人口（人）                    | 地区図                        |
| ------------------------------------------------------------- | ----------------------------------------- | ----------------------------- | ----------------------------- |
| アルフェン                                                    | Alfen                                     | 1,956                         |                               |
| デーレンハーゲン （エッゲリングハウゼンおよびブッシュを含む） | Dörenhagen (mit Eggeringhausen und Busch) | 1,471                         |                               |
| エッテルン                                                    | Etteln                                    | 1,920                         |                               |
| キルヒボルヒェン （シュロス・ハムボルンを含む）               | Kirchborchen (mit Schloß Hamborn)         | 4,192                         |                               |
| ノルトボルヒェン                                              | Nordborchen                               | 3,957                         |                               |

### 気候
| ボルヒェンの気象データ（2003年から2008年）の気候 | ボルヒェンの気象データ（2003年から2008年）の気候 | ボルヒェンの気象データ（2003年から2008年）の気候 | ボルヒェンの気象データ（2003年から2008年）の気候 | ボルヒェンの気象データ（2003年から2008年）の気候 | ボルヒェンの気象データ（2003年から2008年）の気候 | ボルヒェンの気象データ（2003年から2008年）の気候 | ボルヒェンの気象データ（2003年から2008年）の気候 | ボルヒェンの気象データ（2003年から2008年）の気候 | ボルヒェンの気象データ（2003年から2008年）の気候 | ボルヒェンの気象データ（2003年から2008年）の気候 | ボルヒェンの気象データ（2003年から2008年）の気候 | ボルヒェンの気象データ（2003年から2008年）の気候 | ボルヒェンの気象データ（2003年から2008年）の気候 |
| 月                                               | 1月                                              | 2月                                              | 3月                                              | 4月                                              | 5月                                              | 6月                                              | 7月                                              | 8月                                              | 9月                                              | 10月                                             | 11月                                             | 12月                                             | 年                                               |
| ------------------------------------------------ | ------------------------------------------------ | ------------------------------------------------ | ------------------------------------------------ | ------------------------------------------------ | ------------------------------------------------ | ------------------------------------------------ | ------------------------------------------------ | ------------------------------------------------ | ------------------------------------------------ | ------------------------------------------------ | ------------------------------------------------ | ------------------------------------------------ | ------------------------------------------------ |
| 日平均気温 °C （°F）                             | 4.01 (39.22)                                     | 3.75 (38.75)                                     | 6.24 (43.23)                                     | 10.61 (51.1)                                     | 14.95 (58.91)                                    | 18.41 (65.14)                                    | 20.24 (68.43)                                    | 19.07 (66.33)                                    | 16.45 (61.61)                                    | 11.62 (52.92)                                    | 7.22 (45)                                        | 4.10 (39.38)                                     | 11.46 (52.63)                                    |
| 降水量 mm （inch）                               | 41.472 (1.63276)                                 | 25.872 (1.01858)                                 | 46.240 (1.82047)                                 | 48.720 (1.91811)                                 | 77.290 (3.04291)                                 | 75.670 (2.97913)                                 | 81.780 (3.21969)                                 | 110.400 (4.34646)                                | 69.180 (2.72362)                                 | 48.060 (1.89213)                                 | 70.620 (2.78031)                                 | 43.380 (1.70787)                                 | 739.001 (29.09453)                               |
| 平均月間日照時間                                 | 63.05                                            | 87.20                                            | 130.45                                           | 187.32                                           | 229.38                                           | 263.05                                           | 279.47                                           | 225.42                                           | 191.10                                           | 145.08                                           | 52.08                                            | 42.08                                            | 1,931.37                                         |
| 出典：Wetterdaten                                |                                                  |                                                  |                                                  |                                                  |                                                  |                                                  |                                                  |                                                  |                                                  |                                                  |                                                  |                                                  |                                                  |

## 歴史
ボルヒェンが現在の構成になったのは1969年になってからであった。この町の前身の集落は、元々はザクセン公領のパーダーボルン司教の世俗勢力下にあった。14世紀から神聖ローマ帝国内にパーダーボルン司教領が形成され、16世紀からはニーダーライン＝ヴェストファーレン帝国クライスに属した。1802年/1803年にこの司教領はプロイセン王国に支配された。プロイセンは1807年にエルベ川左岸側のすべての領土を放棄しなければならなかった。放棄された領土は短期間ではあるがヴェストファーレン王国を形成した。この王国は1813年に瓦解し、領土は1815年に再びプロイセンに戻された。この際に新たな行政機構が布かれ、これを改変する形で現在も機能している。この地域は、1815年、新たに創設されたヴェストファーレン州内のミンデン行政管区に属すこととなった。1816年の郡の新設に伴い、アルフェン、ノルトボルヒェン、キルヒボルヒェン、デーレンハーゲンはパーダーボルン郡の一部となり、アムト・キルヒボルヒェンに属した。エッテルンはビューレン郡に編入され、1974年までアムト・アッテルンに属した。
1984年に新しい町役場が設けられたため、ボルヒェン町はその中心地をキルヒボルヒェン地区に移した。

### 先史時代および古代
現在のボルヒェンの町域には、石器時代まで遡るヒトの痕跡が遺されている。町域内にあるヒトの存在を示す最も古い証拠は、懐中ナイフのような道具群である。この種の遺跡のほとんどは新石器時代、特にミヒェルスベルク文化の時代のものである。定住の痕跡としては、青銅器時代前期の 30基を超える墳丘墓や同じ時代の墓場跡がある。

#### ゲリングハウゼン城
ゲリングハウゼン城（ヒルフォート）は、防衛用の城砦として紀元前700年頃から紀元後1200年頃まで、様々な段階を経て構築・拡充された。建設時期を特定する調査では、ケルト文化の時代、あるいはその影響を強く受けた時代と推定している。

### ボルヒェンの魔女狩り
1597年から1611年頃まで現在の町域でボルヒェンの魔女狩りが行われた。13人が告発され、9人が魔法使いとして火刑に処された。被害者としてエリーザベト・シャーファー、マルガレータ・フォークト、エッテルンの「ディー・ヨーゼフシェ」、ゲルトラウト・クナイプスといった名前が記録されている。

### 町村合併
1969年1月14日に制定された「パーダーボルン郡の自治体アルフェン、キルヒボルヒェンおよびノルトボルヒェンの合併に関する法律」に基づき、キルヒボルヒェンに属するこれらの町村が1969年7月1日に合併し、ノルトボルヒェンを行政中心とする自治体ボルヒェンが成立した。行政中心は、現在のパーダーボルナー通りに1880年に建設されていたアムツハウスを新たな町の町役場として利用した。
ザウアーラント/パーダーボルン法により、1975年1月1日に、それまで独立した町村であったボルヒェン、デーレンハーゲン、エッテルンが合併して新たな自治体ボルヒェンとなった。アムト・キルヒボルヒェンは廃止された。このアムトの権利継承者はボルヒェン町であった。1969年までアムト・キルヒボルヒェンに属していたヴェーヴァーおよび1974年まで同アムトに属していたダールはパーダーボルンに編入された。

## 住民

### 宗教
ボルヒェンの住民の多数がカトリック信者である。この町には5つの教会組織がある: 聖ミヒャエル教会、聖ラウレンティウス教会、聖ヴァルブルガ教会、聖ジーモンおよび聖ユダ・タダイ教会、聖マイノルフス教会である。これらは、ボルヒェン司牧連合を形成しており、パーダーボルン大司教区パーダーボルン首席司祭区に属す。
アルフェン、キルヒボルヒェンおよびノルトボルヒェンの福音主義信者は福音主義のボルヒェン・シュテファヌス教会に属している。この教会はパーダーボルンのヴェーヴァー市区も管轄している。デーレンハーゲンの福音主義信者はパーダーボルン福音主義ルター派教会のルカス教区に、エッテルンの信者はリヒテナウ教会組織に属す。これらはいずれもヴェストファーレン福音主義教会のパーダーボルン教会クライスに属している。
現在の宗教分布を知る手がかりの一つが、ボルヒェンの学生に対する所属宗教団体の調査である。この調査によれば、学生の約 55 % がカトリック、21 % が福音主義、イスラム教は 1 ％ 以下であった。7 % がその他の宗教、16 % が無宗教であった。

### 人口推移
1975年以降の数値はノルトライン＝ヴェストファーレン州情報技術省統計局の公式な値である。1975年から1985年までは推定値、1987年は人口調査結果、1990年以降は1987年の結果に基づく人口推定値である。
ボルヒェンが現在の構成になった1975年以降2013年までに人口は 8,930人から13,597人にまで増加した。人口増加率は約 52 % に相当する。
1975年以前の数値は、現在の町域にあたる当時の町村の人口を含む値である。
| 年               | 人口（人） |
| ---------------- | ---------- |
| 1961 (6月6日) ¹  | 6.857      |
| 1970 (5月27日) ¹ | 7,922      |
| 1974 (6月30日)   | 8,751      |
| 1975 (12月31日)  | 8,930      |
| 1980 (12月31日)  | 10,013     |
| 1985 (12月31日)  | 10,261     |
| 1987 (5月25日) ¹ | 10,272     |
| 1990 (12月31日)  | 11,071     |
| 1995 (12月31日)  | 12,338     |
| 2000 (12月31日)  | 12,976     |
| 2001 (12月31日)  | 13,085     |

| 年              | 人口（人） |
| --------------- | ---------- |
| 2002 (12月31日) | 13,204     |
| 2003 (12月31日) | 13,221     |
| 2004 (12月31日) | 13,355     |
| 2005 (12月31日) | 13,405     |
| 2006 (12月31日) | 13,495     |
| 2007 (12月31日) | 13,527     |
| 2008 (12月31日) | 13,597     |
| 2012 (12月31日) | 13,144     |

¹ 人口調査結果

## 行政

### 町議会
ボルヒェンの町議会は現在 28人の議員で構成されている。これに町長が議長として参加する。

### 首長
2009年からライナー・アラーディッセンがボルヒェンの町長を務めている。彼は SPD 所属としては初めてこの町の町長に就任した。彼は、2014年5月25日の選挙で 57.7 % の票を獲得して再選された。2020年の町長選挙では、ウーヴェ・ゴッケルが 54.62 % の支持票を獲得して新たな町長に選出された。
- 1975年 – 1979年　ヨハネス・シュトゥーテ (CDU)
- 1979年 – 1992年　アロイス・レンゲリング (CDU)
- 1993年　ヨハネス・ボーデ (CDU)
- 1993年 – 1999年　ボード・カイザー (CDU)
- 1999年 – 2009年　ハインリヒ・シュヴァルツェンベルク (CDU)
- 2009年 – 2020年　ライナー・アラーディッセン (SPD)
- 2020年 -　ウーヴェ・ゴッケル（無所属）

### 紋章と旗

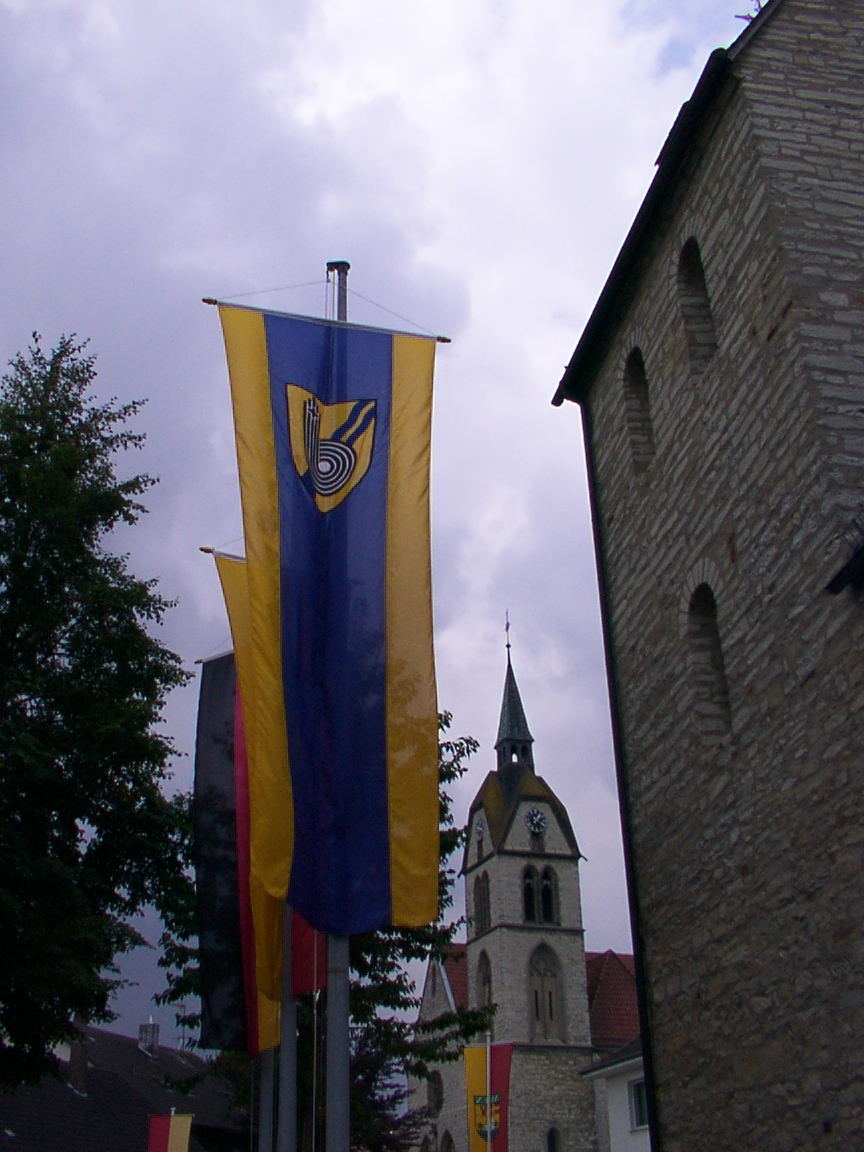
ボルヒェンの幟

ボルヒェンは、1975年9月18日に、デトモルト行政管区長官によって以下の紋章の使用が認可された。
紋章の図柄: 金地（黄色）に青の斜め（向かって右上から左下）波帯。その上部は金（黄色）の波帯が中に入っている。これに被せる形で、5本の黒線と4本の銀線（白線）で交互に現れる構成で書かれた「b」の文字。縦棒の上部に黒い十字。
十字は、この町がかつてパーダーボルン司教領に属していたことを表している。上部が2つに分かれた青の波帯は、町域内で合流するアルメ川とアルテナウ川を示している。
1975年9月18日の上述の文書では、以下の旗の使用も認可されている。
幟: 長辺と平行に、黄 – 青 - 黄で1:3:1に分割。上部 1/3 に町の紋章が描かれている。
旗: 長辺と平行に、黄 – 青 - 黄で1:3:1に分割。中央に町の紋章が描かれている。

### 姉妹自治体
- アム・メレンゼー（ドイツ語版、英語版）（ドイツ、ブランデンブルク州）1990年
- シュヴァルツェンベルク/エルツゲビルゲ（ドイツ語版、英語版）（ドイツ、ザクセン州）2007年
- ノイエン＝シュル＝サルト（フランス語版、英語版）（フランス、サルト県）2000年

ノイエン＝シュル＝サルトとの姉妹自治体協定は、アルフェン地区との間で結ばれたものである。これは独仏友好サークルとスポーツ連盟によって維持されている。2000年6月にボルヒェンの町長ハインリヒ・シュヴァルツェンベルクとアルフェンの地区代表者ヨーゼフ・リューケがノイエン＝シュル＝サルトで姉妹自治体協定の提携文書に署名を行った。

## 文化と見所

### 演劇
ボルヒェンにはプロの劇団が存在しないので、郡庁所在地であるパーダーボルンのヴェストファーレン室内劇団まで出かけてゆく必要がある。キルヒボルヒェンには1978年からアマチュア劇団がある。この劇団は3つの部門（少年、青年、成人）があり、定期的に上演している。

### 博物館
2001年からノルトボルヒェン郷土博物館があり、19世紀から第二次世界大戦までの手工芸品、日用品、農機具を展示している。この博物館には 300点の展示品がある。

### 音楽
ボルヒェンには、2つの混声合唱団、3つの男声合唱団、1つの青年合唱団がある。さらに3つの吹奏楽団、2つの全般的音楽クラブ、4つの金管アンサンブルがある。

### 建造物
町の中核部は、木組み建築や、町のすぐ近くのパーダーボルン高地で切り出された石灰岩を用いた石造建築が強い印象を示す。

#### 宗教建築

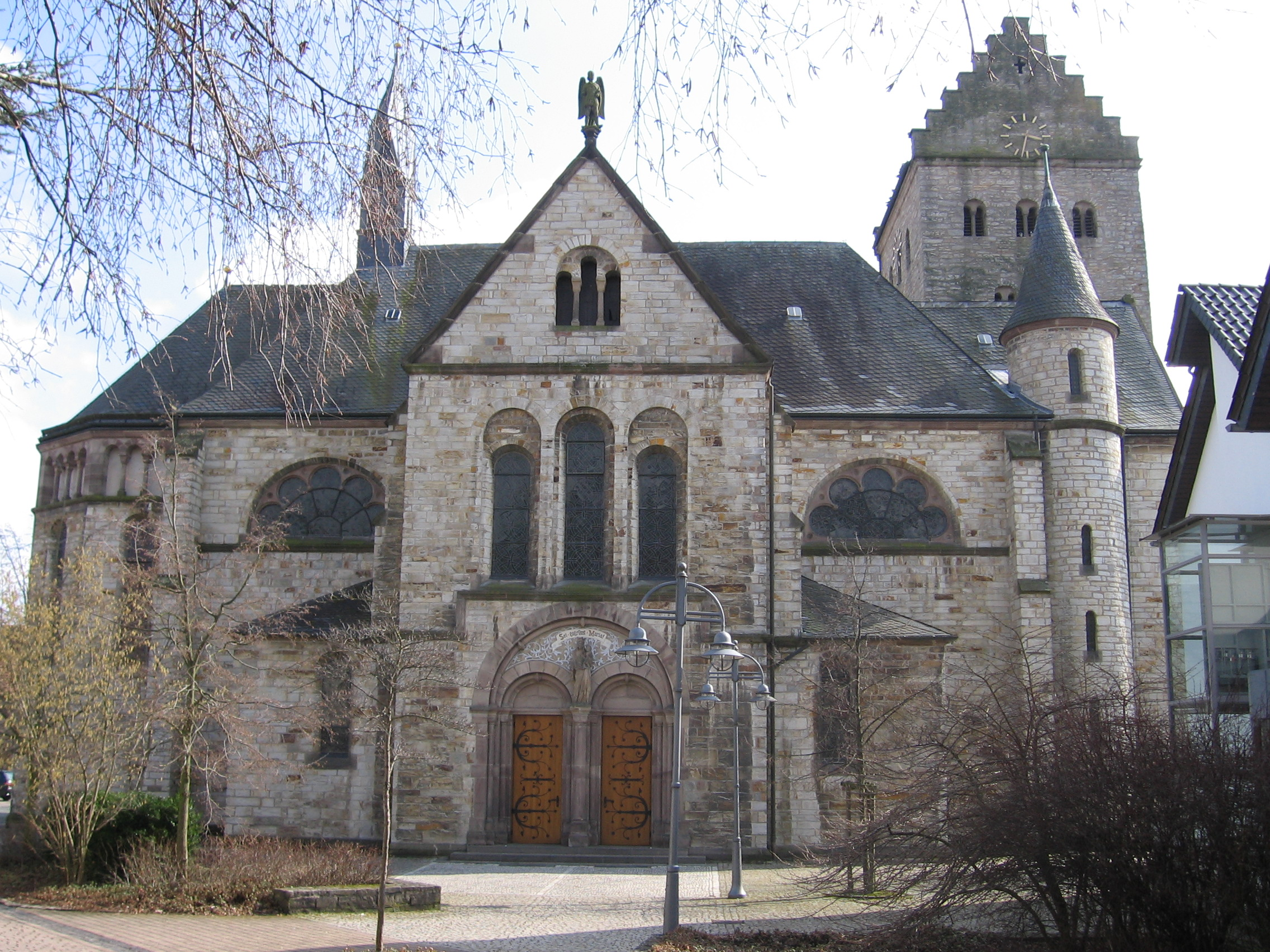
キルヒボルヒェンの聖ミヒャエル教会

カトリックの教区教会聖ミヒャエル教会は、キルヒボルヒェンの象徴的建造物である。
司教ロートーは1043年にジュートボルヒェンに聖ガルス教会を創建した。廃村となったジュートボルヒェンをしのんで、1663年に同じ場所にガリ礼拝堂が建設された。
アルフェンのかつての教区教会聖ヴァルブルガ教会は、元々13世紀またはそれ以前にロマネスク様式の防衛教会として建設された。教会内部には、重要なシュタウフェン時代のフレスコ画が見られる。バロック時代に入り口が新しく設けられた。現在この教会は、若者の集会所として利用されている。
ネオゴシック様式の新しい教区教会聖ヴァルブルガ教会は、19世紀末に古い教会が手狭になったために建設された。1906年7月22日に定礎がなされ、1907年10月13日に完成した。右の側廊には1420年頃に製作された価値の高いゴシック様式の聖母像があり、内陣の西壁には後期ゴシック様式の聖マイノルフの彩色画がある。ルネサンス様式のゴブレット型の石造洗礼盤は現在左の側廊にあるが、かつての教区教会に置かれていたものである。
デーレンハーゲンの象徴的建造物が1220年頃に防衛教会として建設された教区教会聖マイノルフ教会である。内部には初期ゴシック様式のトレサリー窓、中世後期のフレスコ画、バロック様式の調度品がある。
聖ゼーレ礼拝堂は、デーレンハーゲンの大昔の巡礼地「聖十字架の崇拝」である。ヴォールトを有する長方形の内部はロマネスク様式で、17世紀のフレスコ画が描かれた正方形の主廊をもつ。
この他のボルヒェンの教会には、聖ジーモンおよびタデウス・ユダ教会、エッテルンのクルス礼拝堂がある。
- キルヒボルンのガリ礼拝堂
- 旧教区教会聖ヴァルブルガ教会、背後は新教会
- デーレンハーゲンの聖マイノルフ教会
- 聖ゼーレ礼拝堂
- エッテルンの聖ジーモンおよびタデウス・ユダ教会
- エッテルンのクルス礼拝堂

#### 世俗建造物

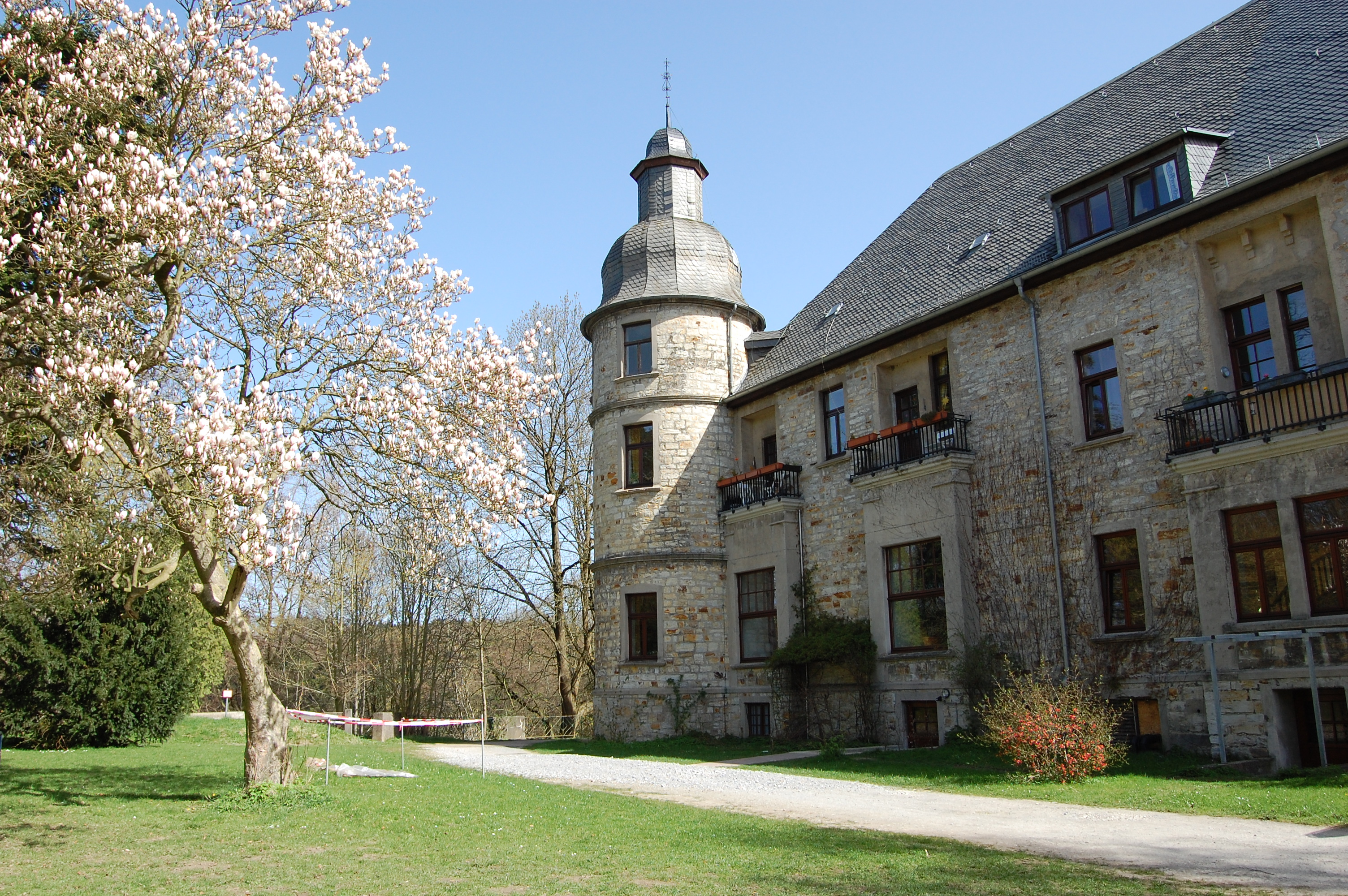
ハムボルン城

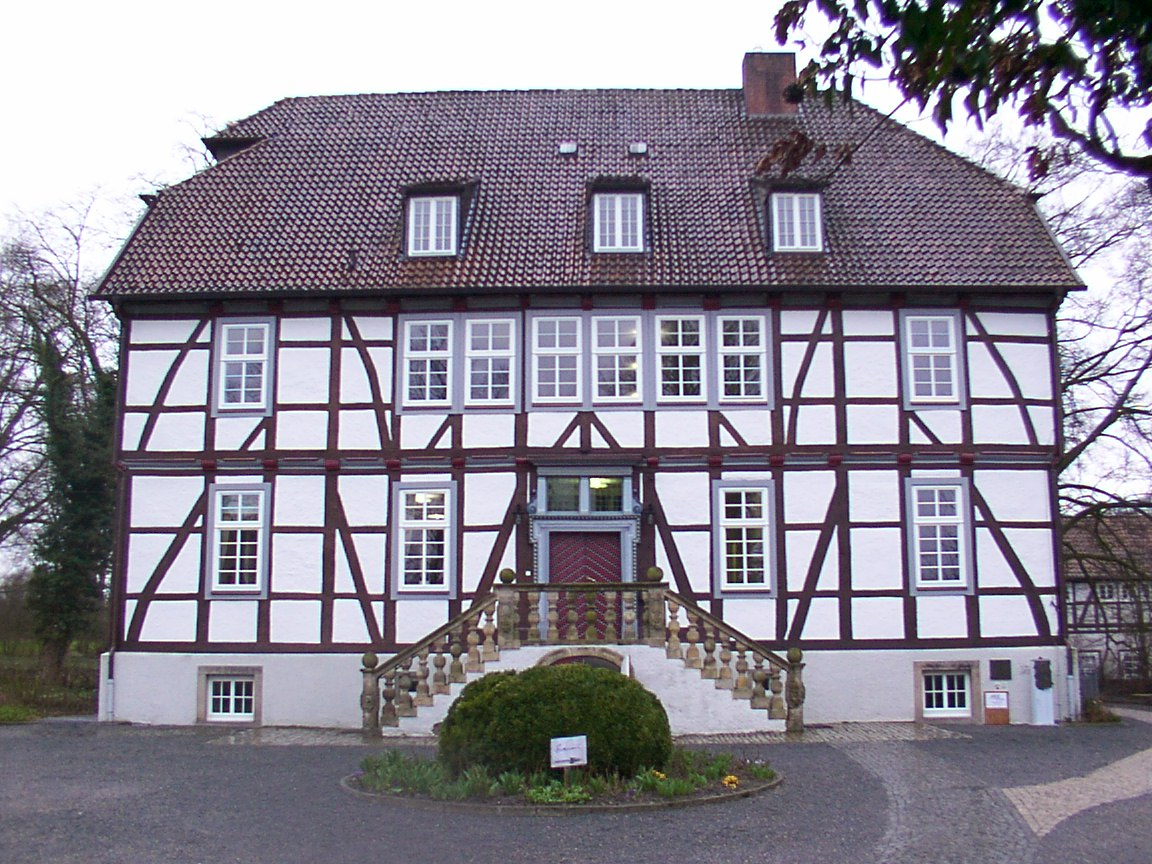
マリンクロットホーフ

ハムボルン城は、約 300 ha の広さがある城趾で、キルヒボルヒェン地区にある。この城は9世紀の文書に初めて記録されている。
この他に2つの貴族館がある。ウンターハウスは遺跡が残るだけであるが、オーバーハウスは現在マリンクロットホーフと呼ばれている。

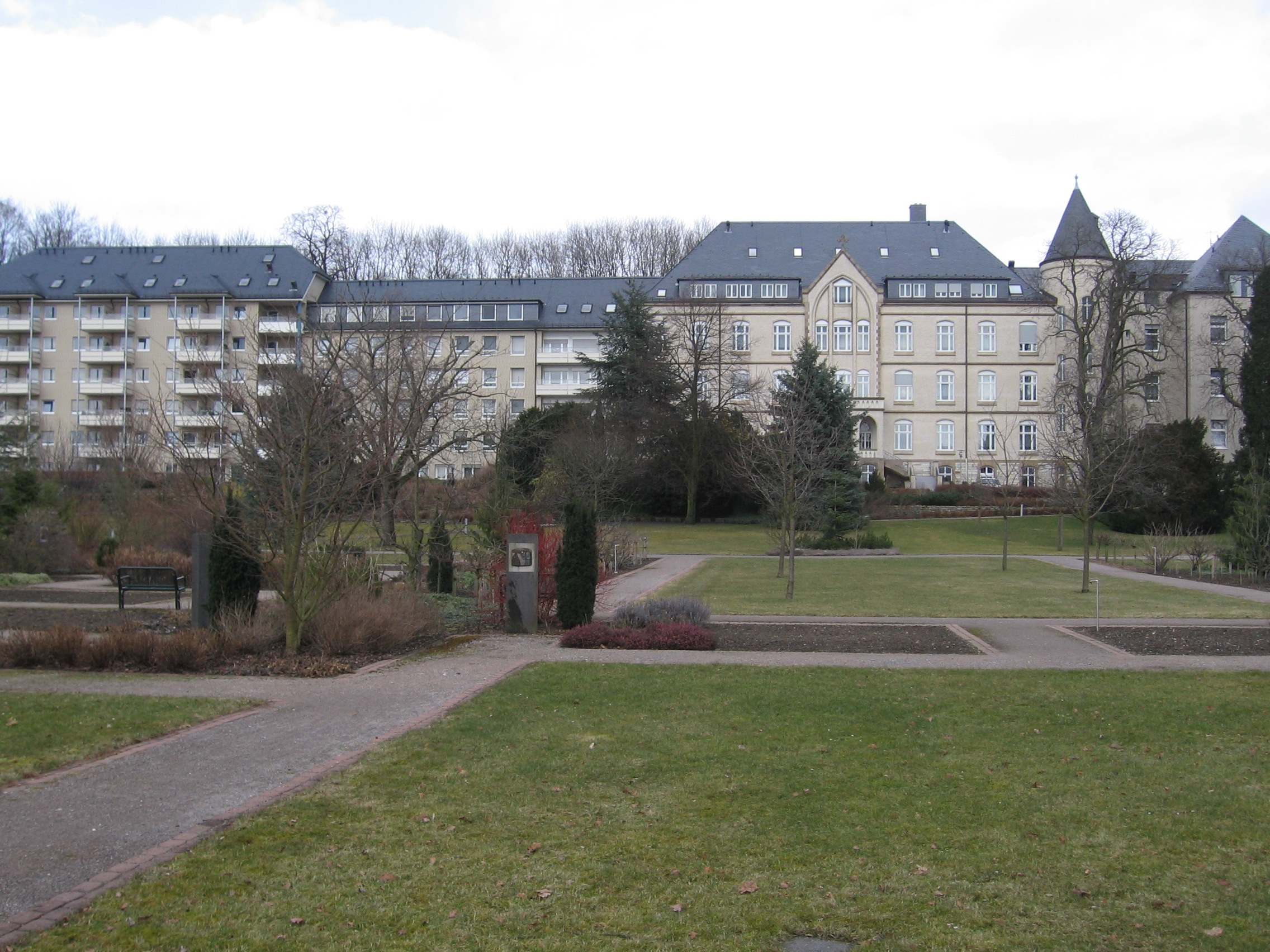
ヴィンツェンツィネリンネン姉妹団の本部公園

### 公園
慈善団体ヴィンツェンツィネリンネン姉妹団の本部は公園の中にある。この公園内にはルルドのグロッテがある。庭園は、壁とアルテナウ川からひいた水車用水路で囲まれている。
マリンクロットホーフの実用庭園（菜園・果樹園など）は、約 4 ha の広さがあり、現在は風景庭園に改造されている。この庭園は主館の南にあり、老木の木立に囲まれている。公園内には、果実や野菜を保存した古い岩屋が遺されている。この公園は一般公開されている。
ホムボルン城公園は広い範囲が一般公開されている。来訪者は公園と同時に城館の建物にも立ち入ることができる。この庭園は現在、主に小さな茂みや、孤立した立木、並木道がある緑地となっている。

### 自然文化財および自然保護区
ボルヒェンのツィーゲンベルク自然保護区には PB-058 のキーナンバーが与えられている。この自然保護区は広さ約 2.8 ha 以上で、ツィーゲンベルクの岩の斜面が保護の主な理由である。区域内にはブナ、ハンノキ、トネリコの森がある。この区域は、カワセミ、セアカモズ、アカトビ、ヨーロッパハチクマ、ナベコウ、ヤマゲラの営巣地である。

### スポーツ
ノルトボルヒェンの南端にヘッセンベルク運動場がある。ここにはスポーツクラブ・ボルヒェンのスポーツハウスがある。ボーネンカンプ・ラーゼンシュポルツプラッツ（芝の運動場）はアルテナウシューレ・ボルヒェンの近くにある。これに隣接して2009年初めに新しい、近代的な4階建ての体育館が建設された。アルフェンには、エッシェン陸上競技場があり、SV ロート＝ヴァイス・アルフェンのクラブハウスがある最も重要な競技場となっている。

### 名物料理・食材
パーダーボルン地域では主にライ麦とわずかに小麦が栽培されている。これらからパーダーボルナー・ブロット（パン）が作られる。ライ麦と小麦を3:1で混ぜ、酵母を加えて木製の発酵桶に入れる。一晩熟成させた後、翌日にこれを焼く。
ボルヒェンの土壌はセイヨウスモモの木に適しており、20世紀半ばまではこの木が町の風景を決定づけていた。9月には町の使者が集落を巡り、果実が熟れたことを知らせた。販売の段取りは地区長の役割であった。

## 経済と社会資本

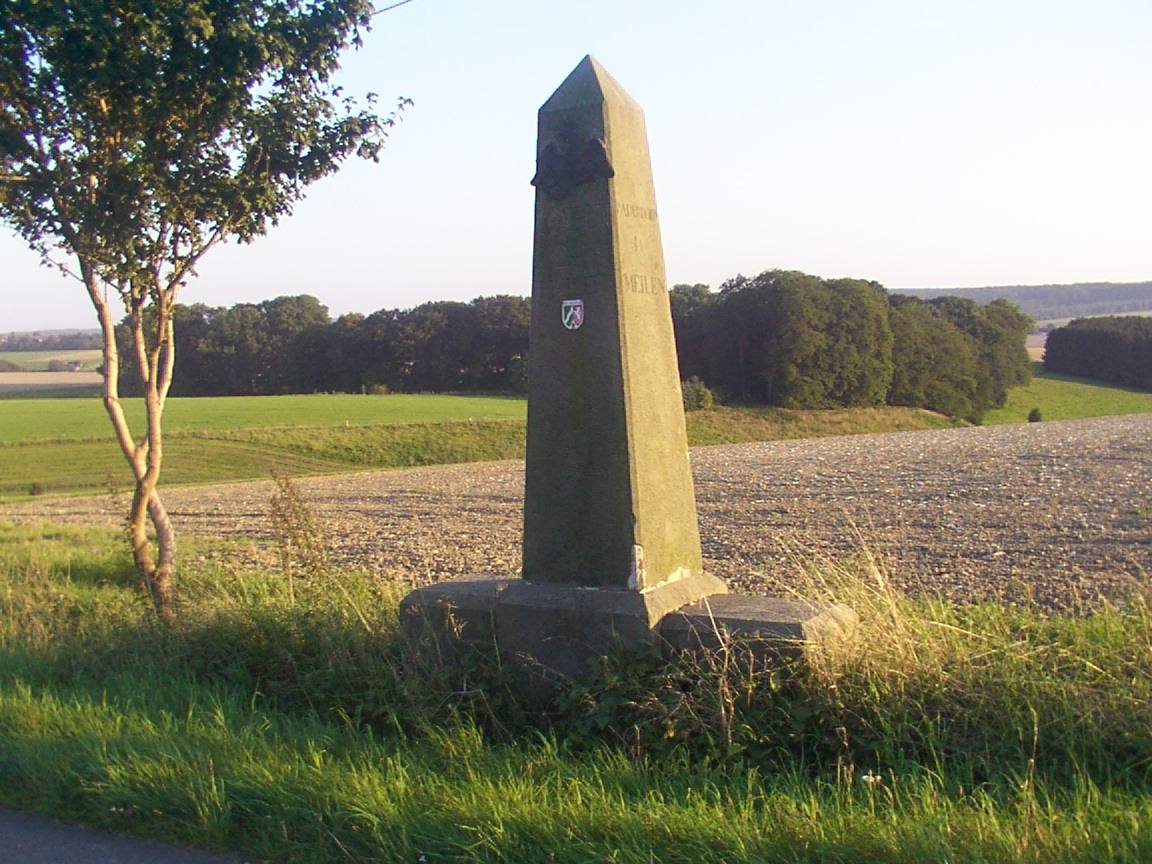
デーレンハーゲン近郊の連邦道 B68号線沿いのマイルストーン

### 交通
ボルヒェンは、連邦アウトバーン A33号線ビーレフェルト – ブリーロン線の2つのインターチェンジ (IC) 、すなわち、キルヒボルン地区のボルヒェンIC とエッテルン地区のボルヒェン＝エッテルンIC でアウトバーン網に接続している。A33号線はボルヒェン町内の大部分を、開通前には連邦道 B480号線（ボルヒェンからブリーロン方面）であった路線を通っている。1990年代にアウトバーンが完成した後、連邦道の北部路線部分にあたるキルヒボルン – パーダーボルン間は州道 L755号線に降格された。町の東端にあたるデーレンハーゲン近郊を、パーダーボルンから来てヴァールブルク＝シェルフェーデに向かう連邦道 B68号線がかすめている。定期バスが、パーダーボルン、バート・ヴュネンベルク、リヒテナウに向けて定期的に運行している。
この町を通っていたパーダーボルンからブリーロンへ向かう鉄道、いわゆるアルメタール鉄道は廃止された、線路などの施設は解体されず残っている。町内には、ボルヒェン駅とアルフェン駅の2つの駅があった。
約 2 km 離れた場所にパーダーボルン/リップシュタット空港がある。この空港へはミュンヘン行きの定期路線が就航している。また、地中海方面、カナリア諸島、イタリア、イギリスの島嶼へのチャーター便が発着する。約 5 km 北のパーダーボルン市内にプライベート機や航空スポーツに利用される特殊飛行場パーダーボルン＝ハクスターベルク飛行場がある。
全長約 500 km の環状自転車道「ウェルネス＝ラートルート・トイトブルクの森」がバート・ヴュネンベルクを通っている。

### メディア
ボルヒェンには2つの地方日刊紙があり、ボルヒェン向けの編集部はパーダーボルンにある。地方面以外の一般面はビーレフェルトで制作されている。「ノイエ・ヴェストフェリッシェ」と「ヴェストフェリッシェ・フォルクスブラット」である。前者は同名の新聞社が刊行しており、後者はヴェストファーレン＝ブラット・グループに属している。パーダーボルン大司教本部は、年4回、パーダーボルン郡およびヘクスター郡向けに郷土史、文学、芸術などの記事を掲載した季刊紙「ディー・ヴァルテ」を刊行している。「ボルヒェン・アクテュエル」は、ボルヒェン行政当局の広報紙として、年4回、各戸に無料で配布される。さらにボルヒェンは、西部ドイツ放送のビーレフェルト地方スタジオおよび報道を主とするローカルラジオ局ラジオ・ホーホシュティフトの放送エリアに属している。
ハムボルン城内には、出版社 Ch. Möllmann がある。

### 公共機関
5つの各地区に1つずつ、その地区のカトリック教会組織が運営する公共の図書館がある。
ボルヒェン消防団は、5つの消防隊で構成されている。

### 教育
ボルヒェンには基礎課程学校 4校と本課程学校 1校がある。本課程学校には2008年に実科学校課程が設けられた。この他にハムボルン城に私立のルドルフ＝シュタイナー＝シューレがある。1学年から13学年までが設けられており、様々な卒業資格が得られる。ルドルフ＝シュタイナー＝シューレには養護学校が併設されており、健康および社会福祉の職業専門学校となっている。2014年10月15日現在、この町の学校には 131人の教員と併せて1551人の児童・生徒がいる。
幼児教育に関しては、ボルヒェンには 10園の幼稚園がある。6園が町立、3園がキリスト教会、残り1園はその他の民間が運営している。成人教育に関しては、パーダーボルン市民大学の分校である市民大学で学ぶことができる。

### 地元企業
ボルヒェンは、中規模企業が経済構造を構成しており、大企業は存在しない。最も重要な産業分野は、絶対数で見ると、教育関係でありこの町の就業者の 27 % 以上が従事している。ドイツ全体の同規模の自治体における平均値 10 % よりもかなり高い割合である。人口に対する就労者の割合は約 14 % である。これはパーダーボルン郡の市町村ではアルテンベーケンに次いで2番目に低い数値である。この町に住む社会保険支払い義務のある労働者の多くは、町外に通勤している。

## 人物

### 出身者
- フーベルトゥス・シュミット（ドイツ語版、英語版）（1959年 - ）2004年アテネオリンピック、馬場馬術個人5位、団体優勝

### ゆかりの人物
- ヘルマン・フォン・マリンクロット（ドイツ語版、英語版）（1821年 - 1874年）政治家（中央党）。ハムボルン城所有者
- フランツ＝ヨーゼフ・ボーデ（ドイツ語版、英語版）（1951年 - ）オスナブリュック司教。エッテルンで育った。
- ルーカス・クルーゼ（1983年 - ）サッカー選手（ゴールキーパー）。ジュニア時代にロート＝ヴァイス・アルフェンでプレイした。